# 勇利アルバチャコフ
勇利 アルバチャコフ（ゆうり - 、本名：ユーリ・ヤコヴレヴィチ・アルバチャコフ（Юрий Яковлевич Арбачаков、Yuri Yakovlevich Arbachakov）、1966年10月22日 - ）は、旧ソ連のロシア共和国ケメロヴォ州タシュタゴル出身のアジア系ロシア人（民族名、テュルク系ショル人）のプロボクサー経験者及びプロボクシング・トレーナー経験者。協栄ボクシングジム所属。元WBC世界フライ級王者で、9度の防衛に成功。これは日本のジムに所属する世界同級王者として過去最多の連続防衛記録である。

## 来歴
元アマチュアボクシングの世界王者で、ペレストロイカ政策の折、スラフ・ヤノフスキー、オルズベック・ナザロフらと共に日本の協栄ボクシングジムに入門。
1990年2月1日、「チャコフ・ユーリ」というリングネームでバンタム級でプロデビュー。
1991年3月、日本王座に初挑戦する予定であったが、当時の日本フライ級王者であったピューマ渡久地が試合前に所属ジムとトラブルを起こし失踪したため、試合中止となった。なお、渡久地は王座を剥奪された。その後、ユーリのリングネームを、所属する協栄ジムから誕生した最初の世界王者海老原博幸にあやかり、「チャコフ・ユーリ」から「ユーリ海老原」に改めた。
1991年7月15日、渡久地の王座剥奪によって空位となった日本フライ級王座決定戦に出場。紆余曲折の末、ようやく対戦相手として名乗り出た水野隆博と対戦し、初回に3度のダウンを奪うKO勝ちを収め、王座獲得に成功。その後、11月25日に初防衛成功後、王座返上。
1992年6月23日、世界初挑戦。ムアンチャイ・キティカセム（タイ）を8回KOに降し、WBC世界フライ級王座を獲得。
ムアンチャイとは翌1993年3月20日の2度目の防衛戦でも敵地タイで対戦。この時も9回TKO勝ちを収め、返り討ちに成功した。この試合では第7ラウンドにユーリがダウンを奪い、その後もユーリが攻勢をかけている時に終了ゴングが30秒も早く鳴らされるなどムアンチャイ側に有利な工作があったことをボクシングマガジンが報じている。なお、この試合は日本のジムに所属するプロボクサーによるタイで行われた世界タイトルマッチの初勝利であり、2024年3月現在もJBC公認としては男子唯一の勝利となっている。ムアンチャイとの2戦はともにJBCから当該年の年間最高試合に選ばれた。
その後、「エビ」がロシア語で卑猥な意味であるという理由で、リングネームから「海老原」を削除。1993年7月16日の3度目の防衛戦では「ユーリ・アルバチャコフ」、続く12月13日の4度目の防衛戦直前に「ユーリ」を漢字に改め、「勇利アルバチャコフ」と名乗るようになる。
1996年8月26日、9度目の防衛戦で5年前に対戦することが出来なかった渡久地と対戦（渡久地は本名の「渡久地隆人」としてリングに上がった）。9回TKO勝ちを収めるも、右手中指を骨折。試合内容からは想定できないほどの長期間の休養を余儀なくされる。なお、この試合も同年の年間最高試合に選ばれた（勇利にとっては3度目の同賞受賞）。
1997年11月12日、1年以上のブランクを経ての10度目の防衛戦。勇利の休養中に暫定王者となったチャッチャイ・ダッチボーイジム（タイ）との統一戦を行う。なお、両者は1995年9月25日にも対戦しており、この時は勇利が12回判定勝ちを収め、7度目の防衛に成功した。2年ぶりの再戦となったこの試合は反対にチャッチャイの12回判定勝ち。2年前の雪辱を許す形となった。結局この試合を最後に現役を引退。1999年2月、後楽園ホールで引退式を行った。その後、「いわき協栄ボクシングクラブ」のトレーナーを経験。
現在はロシアに帰国し、サンクトペテルブルクに居住している。

## メモ
- トレーナーのアレクサンドル・ジミンは勇利引退後もトレーナーをしており、ニコライ・ワルーエフ[5]、アレクサンデル・ポベトキン[6]をWBA世界ヘビー級王者に導き、佐々木基樹やサーシャ・バクティンも指導した。

## 戦績
- プロ戦績： 24戦23勝（16KO）1敗

## 獲得タイトル
- 第37代日本フライ級王座（防衛1＝返上）
- WBC世界フライ級王座（防衛9）